# 1473
1473 (MCDLXXIII) a fost un an comun al calendarului iulian, care a început într-o zi de vineri.

## Evenimente
- 18-20 noiembrie: Bătălia de la pârâul Vodna. Oastea Moldovei, condusă de Ștefan cel Mare, înfrânge oastea munteană condusă de Radu cel Frumos care s-a retras în cetatea de scaun Dâmbovița.
- 23 noiembrie: Asediul cetății Dâmbovița. Ștefan cel Mare înfrânge o garnizoană munteană, iar Radu cel Frumos părăsește cetatea.
- Capela Sixtină. A început construirea capelei papale în palatul Vatican (1473-1481).
- Ștefan cel Mare a hotărât să nu mai plătească tribut otomanilor.

## Nașteri
- 19 februarie: Nicolaus Copernic (n. Nikolaj Kopernik), astronom și cosmolog, matematician și economist, preot și prelat romano-catolic polonez (d. 1543)

## Decese
- dată necunoscută: Ghenadie al II-lea al Constantinopolului patriarh al Constantinopolului (n. 1400)